# La Sorcière (film, 1956)
Pour les articles homonymes, voir La Sorcière.
Pour plus de détails, voir Fiche technique et Distribution.
La Sorcière est un film franco-suédois, réalisé par André Michel, sorti en 1956.
Il s'agit d'une adaptation de la nouvelle Olessia, la jeune sorcière (Олеся), d'Alexandre Kouprine, parue en 1898.

## Synopsis
En Suède, l’ingénieur français Laurent Brulard, exploitant forestier d’une région isolée, connaît des difficultés dans son travail et sa vie quotidienne car il est confronté à un monde de superstitions. Il rencontre cependant le soutien de la propriétaire terrienne Kristina avec laquelle il collabore et qui est amoureuse de lui. Plus par défi que par nécessité, il entreprend de briser des tabous ancestraux en détruisant notamment des rochers vénérés. Alors qu'un jour, égaré dans la forêt, il s'enlisait dans des sables mouvants, Laurent est sauvé par une vieille femme réputée être une sorcière comme Ina, sa petite fille avec qui elle habite. Il tombe sous le charme de la jeune sauvageonne et s’occupe de son éducation, ce qui ne manque pas de rendre Kristina jalouse. Lorsque Laurent décide d’épouser Ina, les paysans s’opposent à ce que la jeune « sorcière » pénètre dans leur temple sacré…

## Fiche technique
- Titre original : La Sorcière
- Titre suédois : Häxan
- Réalisation : André Michel, assisté d'Olga Varen
- Scénario : Jacques Companéez
- Adaptation : Jacques Companeez et Christiane Imbert d’après la nouvelle d’Alexandre Kouprine, Olessia (Олеся, 1898)
- Dialogues : Paul Andréota
- Décors : Lucien Aguettand
- Costumes : Lucilla Mussini
- Photographie : Marcel Grignon
- Son : Pierre Bertrand
- Montage : Victoria Mercanton
- Musique : Norbert Glanzberg
- Production : Robert Woog, Raoul Levy
- Sociétés de production : Les Films Metzger (France), Woog (France), Iéna Productions (France), Nordisk Tonefilm (Suède)
- Sociétés de distribution : Les Films Coronis (distributeur d'origine, France), Tamasa Distribution (France), StudioCanal Films Limited (vente à l'exportation)[1]
- Pays d'origine :  France,  Suède
- Langues originales : français, suédois
- Format : noir et blanc — 35 mm — 1,37:1 — mono
- Genre : drame
- Durée : 97 minutes
- Dates de sortie :
  - 11 avril 1956 en France
  - 27 avril 1956 en Belgique
  - 29 octobre 1956 en Suède
- Classifications et visa CNC : mention « tous publics », art et essai, visa no 17279 délivré le 9 avril 1956
- Affiche : Macario Gómez Quibus (Espagne)

## Distribution
- Marina Vlady : Ina (Aïno)
- Maurice Ronet : Laurent Brulard
- Nicole Courcel : Kristina Lundgren
- Michel Etcheverry : Camoin
- Ulla Lagnell : Madame Hermansson, la femme du pasteur
- Ulf Palme : Matti
- Rune Lindstrom : le pasteur Hermansson
- Eric Hellström : Erik Lundgren
- Erik Hell : Pullinen
- Naïma Wifstrand : Maila, la grand-mère d'Ina (Aïno)
- Astrid Bodin : la visiteuse du temple

## Tournage
- Période de prises de vue : 16 août au 27 octobre 1955[2].
- Intérieurs : studios Jenner, Paris (13e arr.). Marina Vlady[3] : « Le studio de Melville mérite aussi le détour. Rue Jenner, un atelier de cinéma plutôt qu'un établissement traditionnel, des plateaux exigus dont le meilleur souvenir reste pour moi la scène de La Sorcière : trois femmes s'affrontent dans la cabane où une jeune fille vit avec sa grand-mère, interprétée par l'actrice de théâtre suédoise Naïma Wifstrand dont ce fut l'une des toutes dernières apparitions. J'ai conservé une photographie où nous sommes toutes deux à cheval sur un balai, comme le veut la tradition. »
- Extérieurs en Suède : Askersund, Mora et Falun[2]. Marina Vlady relate quelques souvenirs de scènes tournées en Suède[3],[Note 1] : « Je suis dans ce film une sorcière dont le regard fait trébucher un jeune ingénieur amoureux. […] Dans une scène de lynchage, mal préparée, avec des matrones du village, je fus réellement battue à coups de pied, laissée inanimée sur le sol, sauvée par le fouet de ma partenaire, Nicole Courcel, seule à s'apercevoir que la fiction se trouvait dépassée par la réalité. C'est dans ces paysages sauvages que j'ai pour la première fois tourné entièrement nue, « en situation » non seulement par rapport au scénario, mais aussi par rapport aux habitudes nordiques que nous avions adoptées : bain de vapeur, baignade dans le lac aux eaux glacées, petit coup d'aquavit pour se remettre. Il y a eu aussi les bonheurs de la musique ; dans le film, je chante des mélodies composées par Norbert Glanzberg ; elles m'accompagneront pendant des années... »

## Accueil
Marina Vlady, dans ses mémoires, évoque l'accueil du film à Moscou : « Au cours de ces trois mois passés en Suède, je reçus quelques lettres de Paris, les plus nombreuses de ma mère qui m'y parlait de l'écrivain russe Alexandre Kouprine, l'auteur d'Oléssia, le récit qui avait servi de base au scénario du film. Cette longue nouvelle, éditée l'année de la naissance de Maman, était très appréciée en Russie. Ce qui préparait et expliquait sans nul doute l'immense succès qu'allait remporter le film en Union soviétique, où il serait vu par des dizaines de millions de spectateurs. [...] Grâce à La Sorcière, j'étais Kaldounia, l'actrice la plus aimée du public soviétique. Et cela faisait du monde !  [En juin-juillet 1959] À l'aéroport [de Moscou] m'attendaient quelques centaines de jeunes filles toutes semblables — cheveux décolorés, frange mal taillée — qui se jetèrent sur moi, brandissant des fleurs, épongeant des larmes, ignorant totalement celui qui m'accompagnait (Robert Hossein)... […] Plus tard, au palais du Kremlin, dans les salles de cinéma, les musées, en pleine rue, partout ce fut la même ruée sur La Sorcière. [...] Encore aujourd'hui, lorsque je rencontre des Russes d'un certain âge, je demeure pour eux Kaldounia, la sorcière ! »

## Récompense
Berlinale 1956 : Ours d'argent de la meilleure contribution artistique à André Michel.